# NMB48 重溫時間 最佳曲目30 2013
『NMB48 重溫時間 最佳曲目30 2013』（日语：NMB48 リクエストアワーセットリスト ベスト30 2013）是日本組合NMB48在2013年4月18日在ORIX劇場举行的演唱會。

## 概要
這是對NMB48的所有歌曲（包括收錄在單曲或專輯的歌曲和劇場公演歌曲）進行投票，在2013年4月18日由第30位起以倒數的形式舉行。久等了，新學期和NMB48因為票數相同所以這2首歌都是第30位，另外，騎士和鼻涕蟲的心票數相同所以這2首歌都是第20位。
在安可曲我點燃的煙花後發表山田菜菜由Team N移藉到至Team M，古賀成美和西村愛華由研究生昇格至Team N的消息。

## 出演成員
所屬Team是當時情況
- Team N：小笠原茉由・門脇佳奈子・岸野里香・木下春奈・小谷里步・近藤里奈・上西惠・白間美瑠・福本愛菜・山口夕輝・山田菜菜・山本彩・横山由依・吉田朱里・渡辺美優紀
- Team M：東由樹・沖田彩華・川上礼奈・木下百花・小柳有沙・島田玲奈・高野祐衣・谷川愛梨・三田麻央・村上文香・村瀬紗英・矢倉楓子・山岸奈津美・山本ひとみ・與儀凱拉
- Team BII：赤澤萌乃・石塚朱莉・井尻晏菜・植田碧麗・梅原真子・太田夢莉・加藤夕夏・上枝恵美加・日下このみ・久代梨奈・黒川葉月・河野早紀・小林莉加子・室加奈子・薮下柊・山内つばさ
- 研究生：石田優美・古賀成美・中川紘美・西澤瑠莉奈・林萌萌香・高山梨子・三浦亜莉沙・明石奈津子・大段舞依・川上千尋・渋谷凪咲・嶋崎百萌香・照井穂乃佳・西村愛華・松村芽久未・森田彩花・山尾梨奈

## 曲目
| 排名      | 歌名                     | 類別             | 表演成員 |
| --------- | ------------------------ | ---------------- | --- |
| 30        | 久等了，新學期（待ってました、新学期）       | NMB48 1st單曲    | 門脇佳奈子・近藤里奈・上西恵・白間美瑠・山口夕輝・與儀凯拉・吉田朱里・渡辺美優紀                                                                                           |
| 30        | NMB48                    | N1st公演         | NMB48出演成員全員 |
| 29        | 尖端頂點之上!（てっぺんとったんで!）        | NMB48 1st專輯    | NMB48出演成員全員 |
| 28        | 最後的淨化（最後のカタルシス）           | NMB48 4th單曲    | 赤澤萌乃・加藤夕夏・岸野里香・木下春奈・久代梨奈・小谷里歩・近藤里奈・上西恵・福本愛菜・村上文香・矢倉楓子・山本彩                                                         |
| 27        | 純情U-19                 | NMB48 3rd單曲    | 明石奈津子・石田優美・大段舞依・川上千尋・古賀成美・渋谷凪咲・嶋崎百萌香・照井穂乃佳・中川紘美・西澤瑠莉奈・西村愛華・林萌々香・松村芽久未・三浦亜莉沙・森田彩花・山尾梨奈 |
| 26        | 小池                     | N1st公演         | 小笠原茉由・門脇佳奈子・岸野里香・木下春奈・小谷里歩・近藤里奈・上西恵・白間美瑠・高山梨子・福本愛菜・山口夕輝・山田菜菜・山本彩・横山由依・吉田朱里・渡辺美優紀           |
| 25        | 妄想女朋友（妄想ガールフレンド）           | NMB48 5th單曲    | 小笠原茉由・加藤夕夏・門脇佳奈子・岸野里香・木下春奈・小谷里歩・近藤里奈・上西恵・白間美瑠・谷川愛梨・福本愛菜・薮下柊・山田菜菜・山本彩・吉田朱里・渡辺美優紀             |
| 24        | 天國小子（天国野郎）             | M1st公演         | 東由樹・川上礼奈・木下百花・三田麻央・三浦亜莉沙・村上文香・村瀬紗英・矢倉楓子・山岸奈津美・山本ひとみ                                                                     |
| 23        | Virginity（ヴァージニティー）            | NMB48 5th單曲    | 小笠原茉由・門脇佳奈子・加藤夕夏・岸野里香・木下春奈・小谷里歩・上西恵・白間美瑠・谷川愛梨・福本愛菜・薮下柊・山田菜菜・山本彩・横山由依・吉田朱里・渡辺美優紀             |
| 22        | 海市蜃樓（蜃気楼）             | N1st公演         | 小笠原茉由・山田菜菜 |
| 20        | 騎士（ライダー）                 | N1st公演         | 門脇佳奈子・古賀成美・上西恵・中川紘美・福本愛菜 |
| 20        | 鼻涕蟲的心（なめくじハート）           | NMB48 1st專輯    | 太田夢莉・久代梨奈・近藤里奈・白間美瑠・西村愛華・矢倉楓子・薮下柊・與儀凯拉・渡辺美優紀                                                                                   |
| 19        | 讀了太宰治嗎?（太宰治を読んだか?）        | NMB48 1st專輯    | 山田菜菜・山本彩・横山由依 |
| 18        | 戀愛被害屆（恋愛被害届け）           | NMB48 6th單曲    | 門脇佳奈子・川上礼奈・木下春奈・島田玲奈・上西恵・谷川愛梨・福本愛菜・三田麻央・矢倉楓子・山口夕輝・山田菜菜・渡辺美優紀                                                   |
| 17        | 沙灘上的手槍（砂浜でピストル）         | NMB48 5th單曲    | 小谷里歩・渋谷凪咲・西村愛華・林萌々香・村上文香・村瀬紗英・山岸奈津美・與儀凯拉                                                                                           |
| 16        | 杏仁羊角麵包計劃（アーモンドクロワッサン計画）     | NMB48 1st專輯    | Team BII |
| 15        | 12月31日                 | NMB48 1st專輯    | 東由樹・小笠原茉由・沖田彩華・門脇佳奈子・川上礼奈・上西恵・白間美瑠・高野・福本愛菜・三田麻央・矢倉楓子・山田菜菜・山本彩・横山由依・吉田朱里・渡辺美優紀                 |
| 14        | 心愛的娜塔莎（愛しきナターシャ）         | M1st公演         | 小柳有沙・島田玲奈・谷川愛梨 |
| 13        | 絕滅黑髮少女（絶滅黒髪少女）         | NMB48 1st單曲    | 小笠原茉由・沖田彩華・川上礼奈・岸野里香・木下百花・小谷里歩・近藤里奈・上西恵・白間美瑠・福本愛菜・山岸奈津美・山口夕輝・山田菜菜・山本彩・吉田朱里・渡辺美優紀           |
| 12        | 三日月的背影（三日月の背中）         | NMB48 1st單曲    | 小笠原茉由・沖田彩華・川上礼奈・岸野里香・木下百花・小谷里歩・近藤里奈・上西恵・白間美瑠・福本愛菜・山岸奈津美・山口夕輝・山田菜菜・山本彩・吉田朱里・渡辺美優紀           |
| 11        | 為什麼、偶像（なんでやねん・アイドル）         | NMB48 2nd單曲    | 赤澤萌乃・石塚朱莉・井尻晏菜・植田碧麗・梅原真子・太田夢莉・加藤夕夏・門脇佳奈子・上枝恵美加 ・木下春奈・日下・久代梨奈・黒川・河野・小林萌々香・室・薮下柊・山内つばさ    |
| 10        | Oh My God!（オーマイガー!）           | NMB48 2nd單曲    | 明石奈津子・川上千尋・岸野里香・古賀成美・小谷里歩・上西恵・白間美瑠・渋谷凪咲・照井穂乃佳・西村愛華・福本愛菜・松村芽久未・村上文香・山尾梨奈・山口夕輝・山田菜菜         |
| 9         | 星空的商隊（星空のキャラバン）           | NMB48 6th單曲    | 赤澤萌乃・東由樹・小笠原茉由・沖田彩華・木下百花・近藤里奈・高野・林萌々香・山内つばさ・山本彩・横山由依・吉田朱里                                                         |
| 8         | 冬將軍的遺憾（冬将軍のリグレット）         | NMB48 6th單曲    | 加藤夕夏・久代梨奈・黒川・矢倉楓子・薮下柊・山岸奈津美・山本ひとみ・與儀凯拉                                                                                               |
| 7         | 海岸邊最可愛的女孩！（ナギイチ） | NMB48 4th單曲    | 小笠原茉由・加藤夕夏・門脇佳奈子・岸野里香・小谷里歩・上西恵・白間美瑠・谷川愛梨・福本愛菜・矢倉楓子・薮下柊・山田菜菜・山本彩・横山由依・吉田朱里・渡辺美優紀             |
| 6         | 北川謙二                 | NMB48 6th單曲    | 小笠原茉由・加藤夕夏・門脇佳奈子・岸野里香・小谷里歩・上西恵・白間美瑠・谷川愛梨・福本愛菜・矢倉楓子・薮下柊・山田菜菜・山本彩・横山由依・吉田朱里・渡辺美優紀             |
| 5         | HA!                      | NMB48 1st專輯    | 小笠原茉由・加藤夕夏・門脇佳奈子・岸野里香・小谷里歩・上西恵・白間美瑠・谷川愛梨・福本愛菜・矢倉楓子・薮下柊・山田菜菜・山本彩・横山由依・吉田朱里・渡辺美優紀             |
| 4         | Waruki（わるきー）               | NMB48 4th單曲    | 渡辺美優紀 |
| 3         | 攀爬架（ジャングルジム）               | NMB48 3rd單曲    | 山本彩 |
| 2         | 青春的單圈時間（青春のラップタイム）       | NMB48 1st單曲    | 小笠原茉由・門脇佳奈子・岸野里香・木下春奈・小谷里歩・近藤里奈・上西恵・白間美瑠・福本愛菜・山口夕輝・山田菜菜・山本彩・與儀凯拉・横山由依・吉田朱里・渡辺美優紀           |
| 1         | 結晶                     | NMB48 2nd單曲    | 小笠原茉由・沖田彩華・岸野里香・木下春奈・小谷里歩・谷川愛梨・福本愛菜・村上文香・矢倉楓子・山岸奈津美・山田菜菜・山本彩                                                   |
| 安可 曲目 | 我點燃的煙花（）         | 我點燃的煙花（） | 我點燃的煙花（） |
| 安可 曲目 | NMB48                    |                  | |